# Laura Roigé Pons
Laura Roigé Pons és una empresària catalana vinculada al sector del transport i els serveis a l'hostaleria. Des de 2017 és la presidenta de la Cambra de Comerç de Tarragona, organització de la que forma part com a membre del Ple des de 1995 i com a part del comitè executiu des de 2006. Ha estat vicepresidenta de la patronal tarragonina Cepta i vicepresidenta del comitè executiu de la patronal Pimec.
L'any 1995 va fundar l'Associació de Dones Empresàries i Emprenedores de les Comarques de Tarragona (ADEE). També és cofundadora, vicepresidenta i representant a la patronal CEOE de la federació Business Professional Women (BPW) Spain i presideix el Fòrum Fem Talent.
El 2023 va revalidar el càrrec a les eleccions a la Cambra de Comerç de Tarragona.
L'any 2025 va rebre la Creu de Sant Jordi atorgada per la Generalitat de Catalunya com a reconeixement a la seva tasca.